# Paelopatides retifer
Paelopatides retifer is een zeekomkommer uit de familie Synallactidae.
De wetenschappelijke naam van de soort werd in 1907 gepubliceerd door Walter Kenrick Fisher.